# 호즈미촌 (후쿠시마현)
호즈미촌(穂積村)은 후쿠시마현 아사카군에 설치되었던 촌이다. 1955년 3월 10일 호즈미촌, 미와촌 및 아사카정의 일부(가와다지구)가 합병하여 미호타촌이 신설되고 폐지되었다.

## 지리
고리야마시의 남부에 호즈미촌이 있었다.

## 역사
- 1889년 4월 1일 - 정촌제 시행에 의해 야마구치촌, 오야촌, 고마야촌, 야와타촌, 노다촌이 합병해 아사카군 호즈미촌이 성립하였다.
- 1955년 3월 10일 - 호즈미촌, 미와촌 및 아사카정의 일부(가와다지구)가 합병하여 미호타촌이 신설되고, 호즈미촌 등은 폐지되었다.

## 인구
- 1889년 1,660
- 1920년 2,194
- 1947년 3,145

## 참고 문헌
- 角川日本地名大辞典編纂委員会『角川日本地名大辞典 7 福島県』、角川書店、1981年 ISBN 4040010701
- 日本加除出版株式会社編集部『全国市町村名変遷総覧』、日本加除出版、2006年、ISBN 4817813180